# Kinnow
Kinnow là một loại quýt lai giữa cam sành của Việt Nam (tên khoa học: Citrus nobilis) với quýt lá liễu (tên khoa học: Citrus × deliciosa), được thực hiện lần đầu tiên bởi Howard B. Frost, tại trung tâm nghiên cứu của Đại học California tại Riverside. Sau đó, quýt Kinnow mới được canh tác thương mại vào năm 1935.
Loài này có năng suất cao, được trồng rộng rãi tại vùng Punjab của Pakistan và Ấn Độ.

## Mô tả

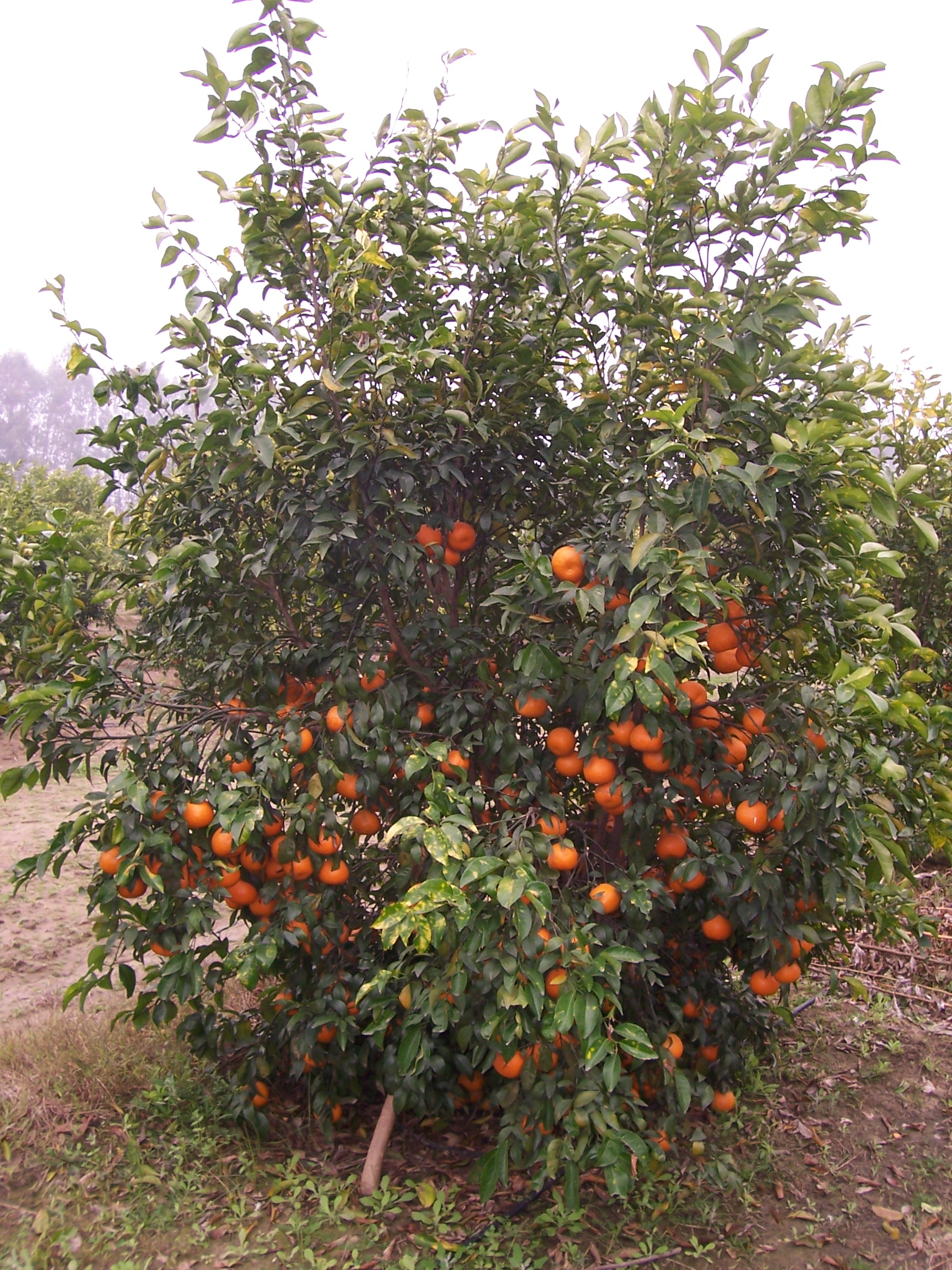
Cây kinnow con đang sai trái

Ở vùng khí hậu nóng, cây kinnow có thể phát triển cao tới hơn 10 mét, cành dài và mảnh. Tán cây khá dày, với lá rộng, hình mũi giáo. Quả có kích thước trung bình, dẹt và lõm vào ở đầu và đít, chín vào khoảng tháng 1 đến tháng 3. Vỏ quả khá mỏng, rất mịn và bóng, có màu vàng cam, dễ tách. Thịt của nó có màu cam sậm, vị khá ngọt và thơm, nhiều nước; hột nhiều, có màu vàng xanh.

### Kinnow không hạt và ít hạt
Số lượng hột khá nhiều là nhược điểm của loại quýt này. Giáo sư Mikael Roose, đến từ Đại học California (Riverside), đã phát triển một giống kinnow ít hạt, gọi là "Kinnow LS" vào năm 2011. Đặc biệt, giống kinnow ít hạt này có thể trồng tại các vùng sa mạc của California, cho trái vào khoảng tháng 2 - 4. Tiến sĩ H. S. Rattanpal, đến từ Đại học Nông nghiệp Punjab (Ấn Độ), đã nghiên cứu về giống kinnow không hạt từ năm 2006 và thử nghiệm thành công mô cấy của bốn cây giống.

## Xuất khẩu

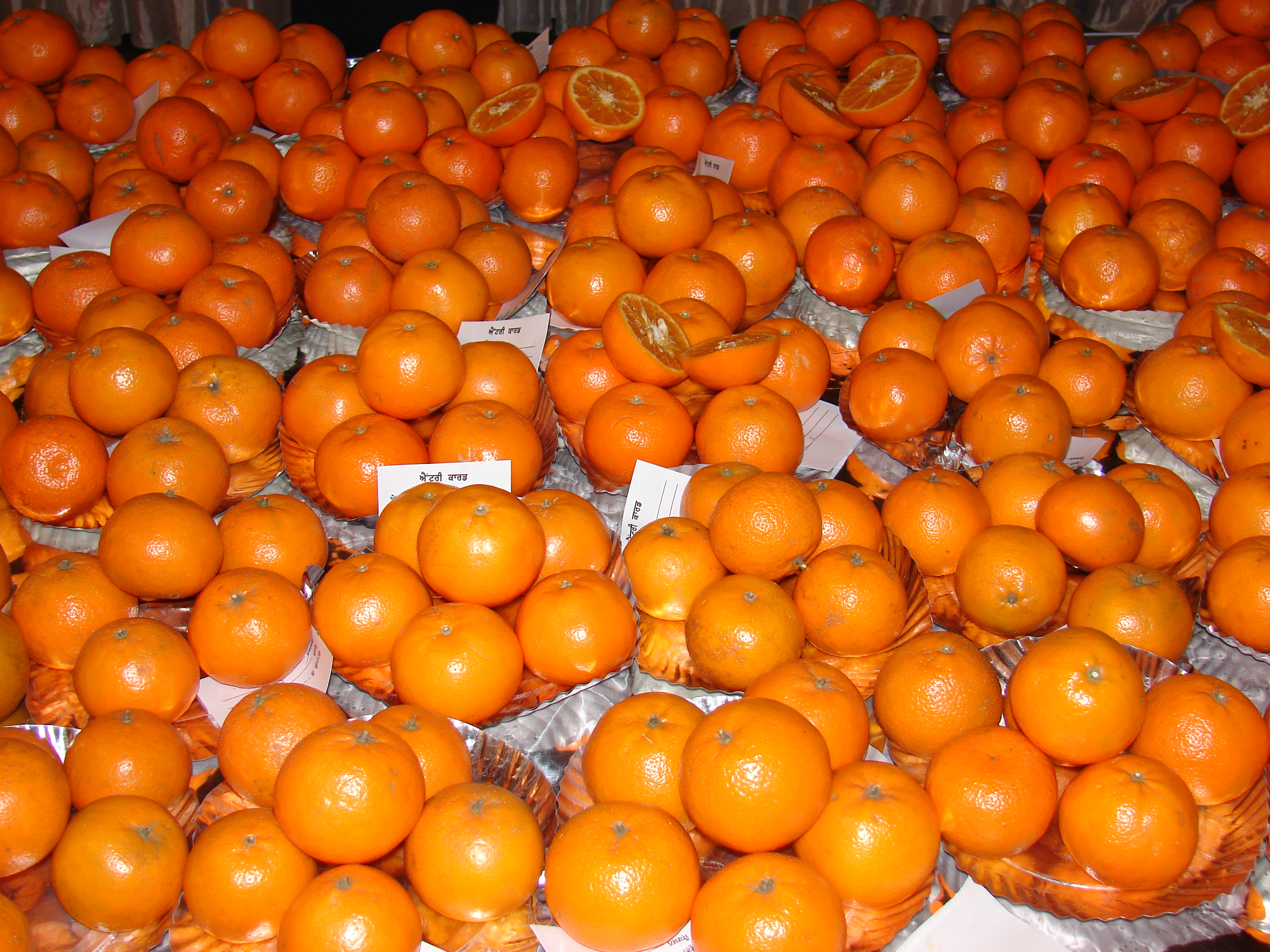
Kinnow

Một số thị trường xuất khẩu quan trọng của quýt kinnow là Iran, Bahrain, các Tiểu vương quốc Ả rập Thống nhất, Kuwait, Oman, Qatar, Ả Rập Xê Út, Indonesia, Malaysia, Afghanistan, Philippines, Singapore, Hà Lan, Anh, Nga, kể cả Việt Nam.
Quả sau khi thu hoạch được bảo quản trong kho lạnh ở nhiệt độ 4 - 5 °C và độ ẩm ở mức 85-90%. Chúng cũng có thể bảo quản ở nhiệt độ phòng.